# Emil Wolff (Bildhauer)

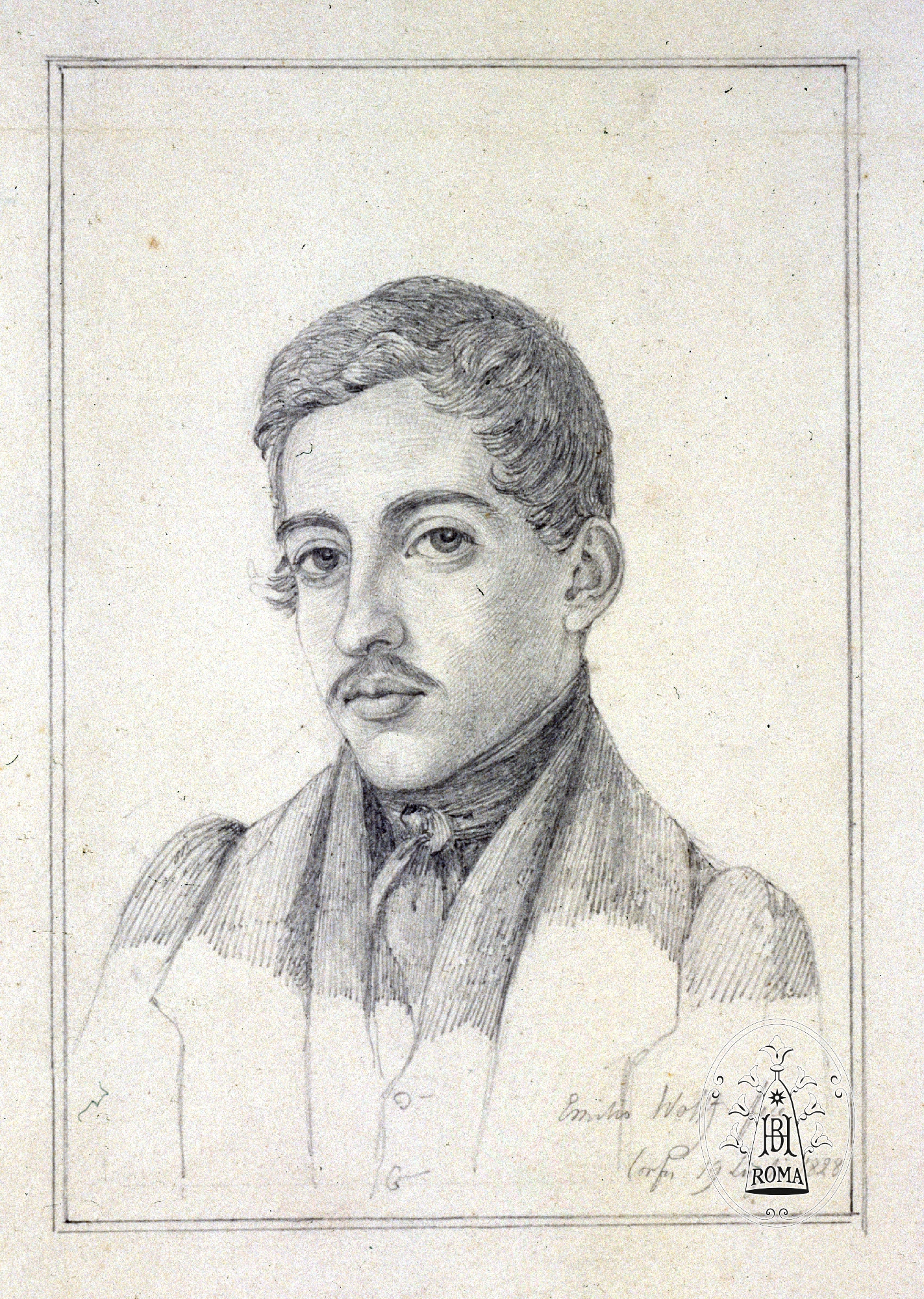
Emil Wolff, 19. Juli 1828 (Selbstporträt, Korfu)

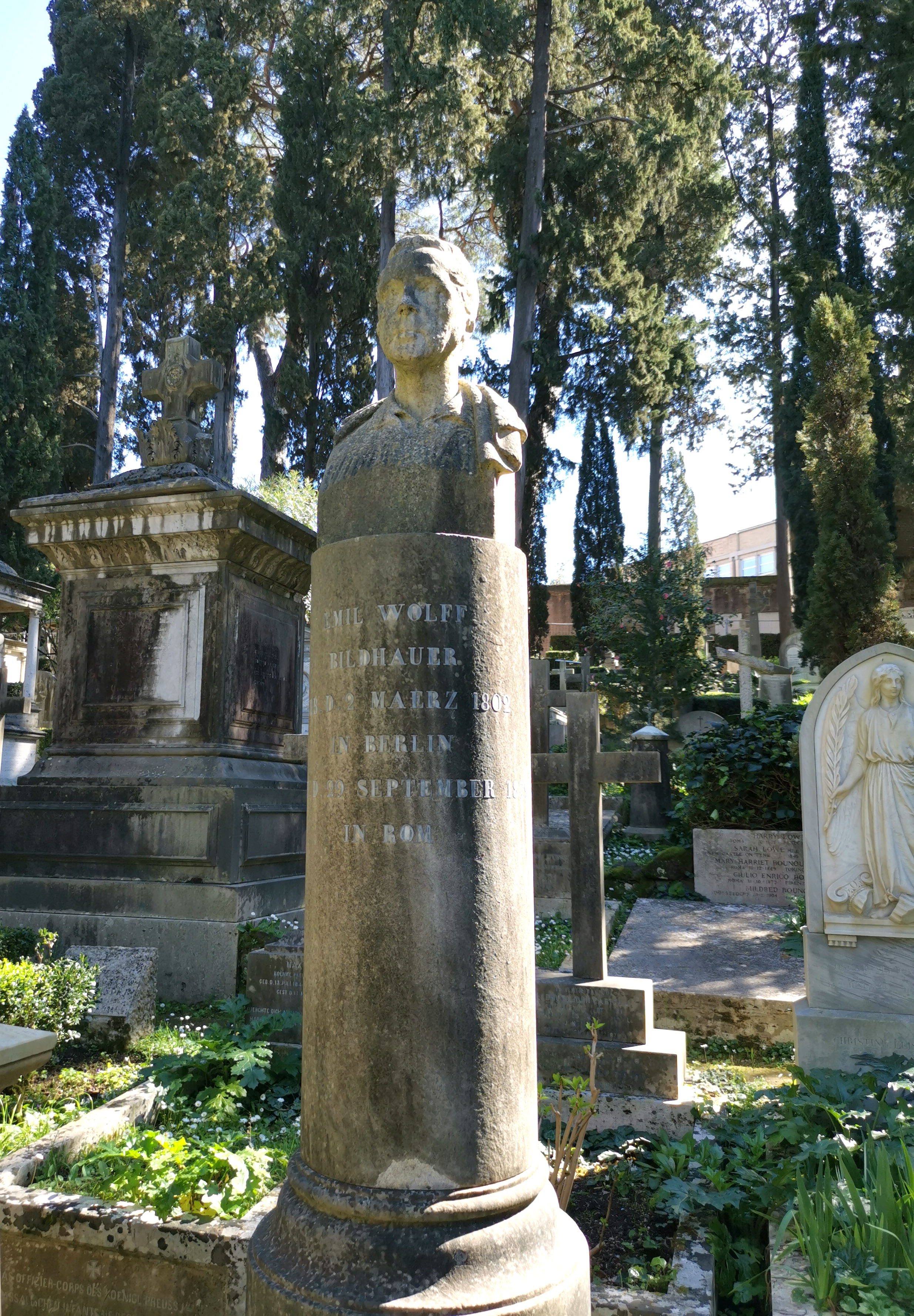
Grab auf dem Nichtkatholischen (Protestantischen) Friedhof Rom, Feld 2-9-10 (März 2024)

Emil Wolff (* 2. März 1802 in Berlin; † 29. September 1879 in Rom) war ein deutscher Bildhauer und Restaurator.

## Leben

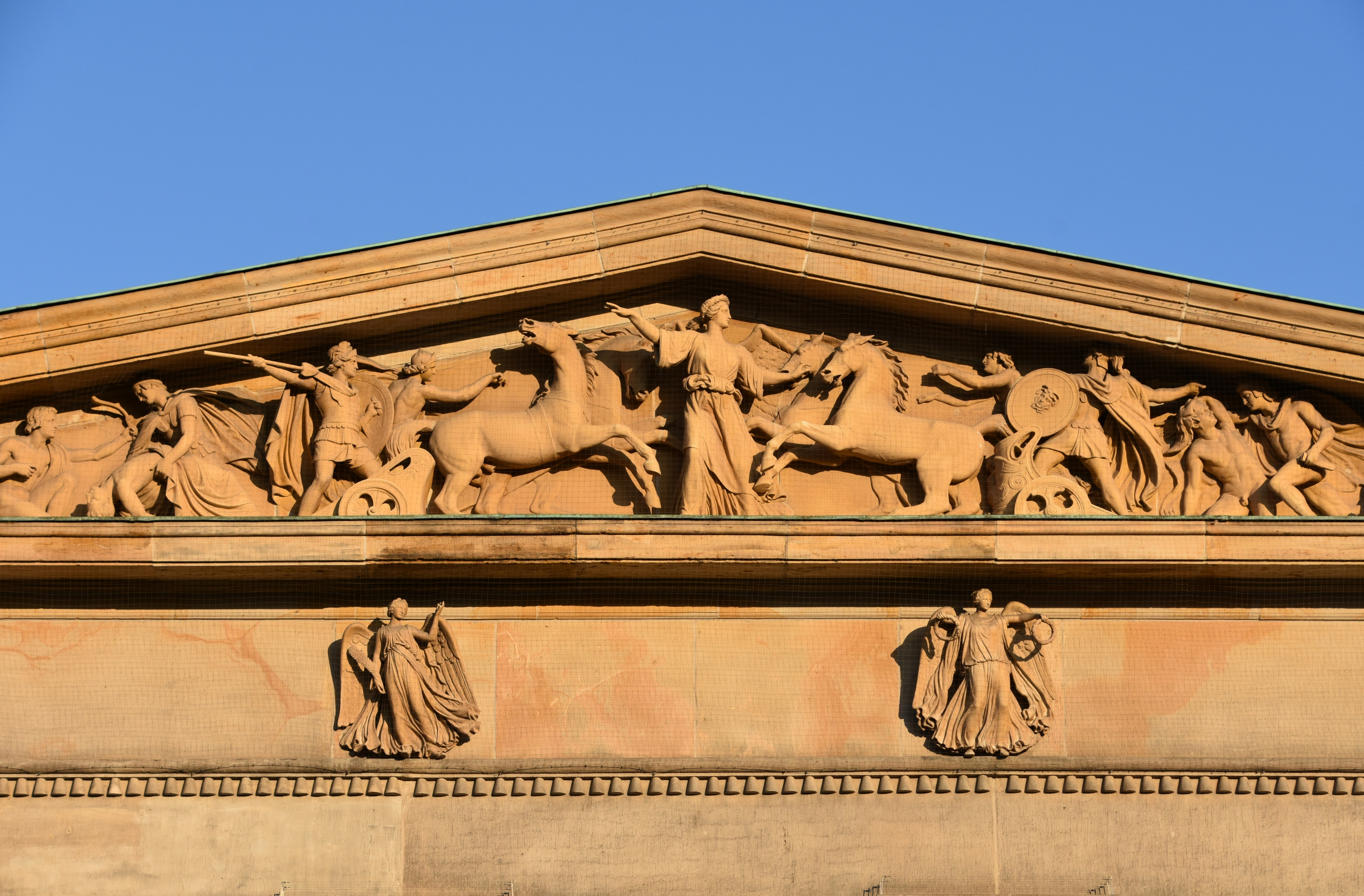
Viktorienfiguren Neue Wache

Wolff war ein Sohn von Friedrich Benjamin Wolff (1765–1845) und dessen Frau Marie Christiane (geborene Schadow, 1768–1827), einer jüngeren Schwester des Bildhauers Johann Gottfried Schadow (1764–1850). Er besuchte das Joachimsthalsche Gymnasium und trat 1815 für zwei Jahre in die unterste Zeichenklasse der Königlich Preußische Akademie der Künste ein, wo er ab dem 24. März von seinem Onkel Johann Gottfried Schadow unterrichtet wurde. Schadow ließ ihn 1817 als angehenden Bildhauer an der Modellierung der Viktorien an der Neuen Wache mitarbeiten, die nach einer gezeichneten Vorlage von Karl Friedrich Schinkel entworfen wurden. Im April 1817 führte er erste eigene Versuche in Marmor aus und sein Onkel, der sein Talent erkannt hatte, beteiligte Wolff, ebenso wie Ludwig Wichmann oder Heinrich Kaehler, immer häufiger als Gehilfen an größeren Aufträgen.
Im Jahr 1818 zeigte er zwei Gipsmodelle in der Akademie-Ausstellung in Berlin und schuf im April eine Büste seines jüngeren Bruders Hermann Wolff (1811–1860) und im Januar 1819 ein Porträt seines ältesten Bruders Gustav Wolff (1799–1837). 1821 gewann er mit einem Relief David, wie er vor Saul die Harfe spielt den akademischen Preis, was ihm ermöglichte nach Italien zu gehen und sich dort fortzubilden. Am 9. September 1822 brach er zu einem fünfjährigen Studienaufenthalt nach Rom auf, machte am 12. September einen Zwischenstopp in Weimar, wo er Goethe einen Besuch abstattete. Er kam am 9. November in Rom an, wo am Anfang des Jahres sein Vetter Rudolf Schadow gestorben war, dessen begonnenes Werk Achill und Penthesilea Wolff in dessen Atelier vollendete. Dort lebte er fortan für mehr als fünf Jahrzehnte und beschickte die preußisch königliche Sammlung in Berlin. Er wohnte zunächst gemeinsam mit dem Maler Heinrich Lengerich in der Via Sistina Nr. 48–51, die als „Pensione Casa Buti“ bekannt war. Um das Jahr 1835 mietete er eine Wohnung in der Via Sistina Nr. 138, in der er gemeinsam mit seiner Frau Maria Margherita (geborene Guaviglia, † 1879) wohnte, die er am 24. August 1835 geheiratet hatte. In der Via Quattro Fontane Nr. 150–151 bezog Wolff das Atelier, in dem schon Christian Daniel Rauch arbeitete und in dem Rudolf Schadow gewirkt hatte.
In Wolffs Werken, welche sich an die klassische Richtung Thorwaldsens anschließen, spiegelt sich ein feiner Sinn für Schönheit der Form wider. 1854 erwarb König Friedrich Wilhelm IV. die Skulptur Najade von Emil Wolff. 1985 musste die stark beschädigte Figur eingelagert werden. 2017 wurde eine Replik der Skulptur im Sizilianischen Garten zu Sanssouci aufgestellt.

## Werke (Auswahl)
Grabmäler
- Sein erstes Werk in Rom war das Grabmal für Rudolf Schadow (in Rom als Ridolfo Schadow bekannt) in der Kirche Sant’Andrea delle Fratte.[5]

Genrefiguren
- Der Jäger als Vogelsteller
- Jäger mit Hund
- Der Krieger, welcher sich die Beinschienen anlegt
- Der sitzende Fischer
- Die Hirtin und der Hirtenknabe
- Die Spinnerin
- Die Tamburinschlägerin

Mythologische Darstellungen
- 1825: Midas als Richter (Relief)
- 1830: Charitas (Marmorrelief)
- 1834: Telephos als Kind von der Hirschkuh gesäugt (Gruppe von Hebe und Ganymed)
- 1835: Thetis dem Achilleus die vom Vulkan geschmiedeten Waffen überbringend und Die Jagdnymphe
- 1838: Diana nach beendigter Jagd auf den Bogen gestützt der Ruhe pflegend
- 1839: Nereide mit Dreizack
- 1844: Amazonengruppe (Marmor) und Prometheus mit dem himmlischen Feuer im Rohr
- 1846: Viktoria, den Jüngling in der Geschichte unterweisend (Marmorgruppe auf der Schlossbrücke in Berlin,)
- 1858: Jephtha und seine Tochter(Marmorgruppe)
- 1868: Psyche nach Amors Flucht und Judith (Berliner Nationalgalerie)

Büsten
- 1825: Bertel Thorwaldsen
- 1837: Johann Joachim Winckelmann und Barthold Georg Niebuhr
- 1841: Königin Victoria und Albert von Sachsen-Coburg und Gotha 1846 auch als Statuen ausgeführt, sowie Kronprinzessin Victoria als Baby[6]
- 1843: Angelo Mai
- 1846: Giovanni Pierluigi da Palestrina

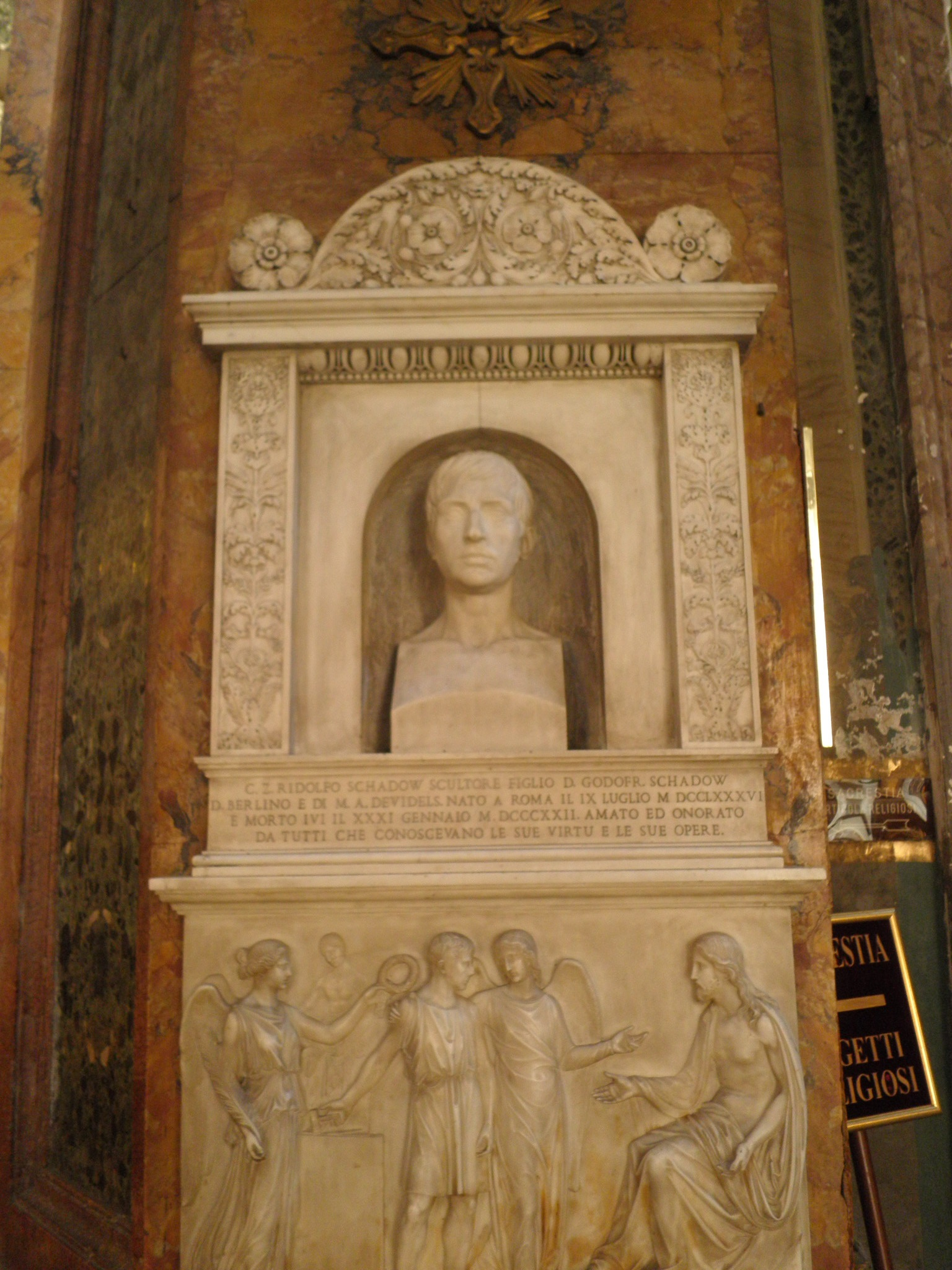
Grabdenkmal Rudolf Schadow
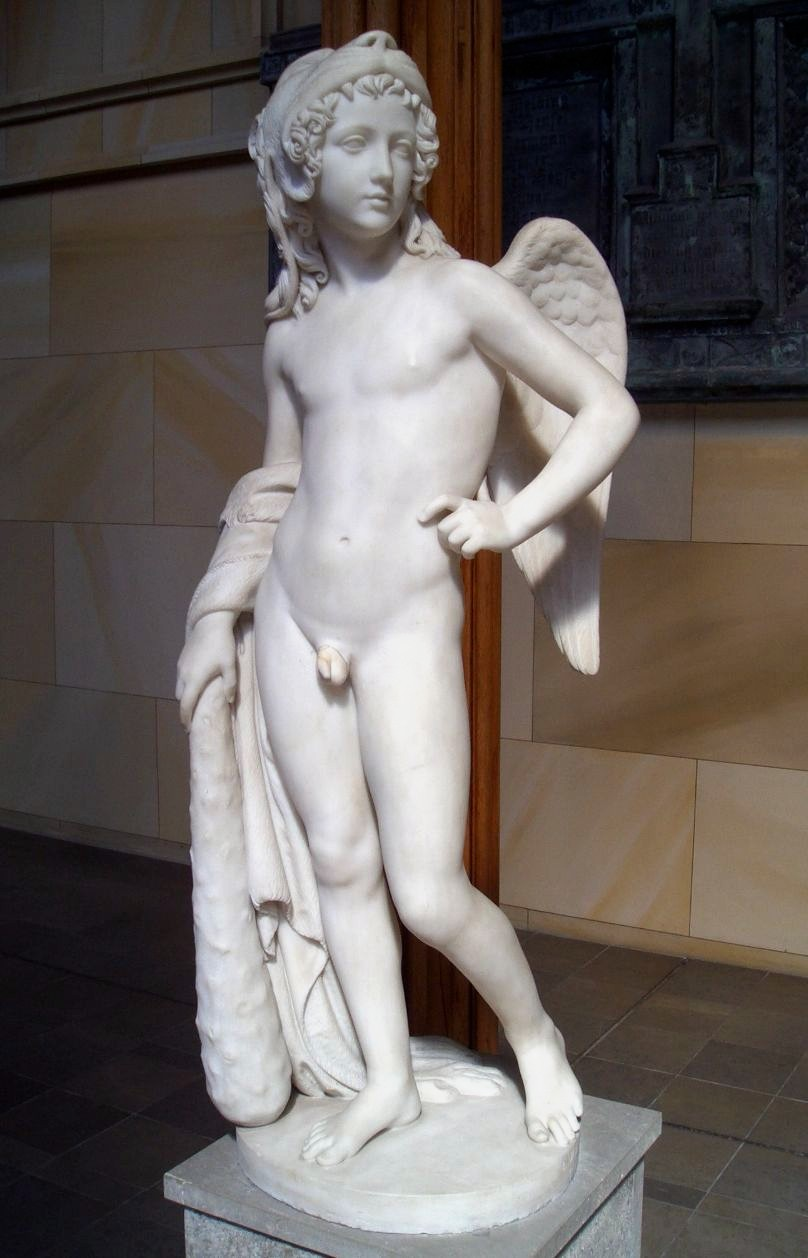
Eros, Marmor, 1836
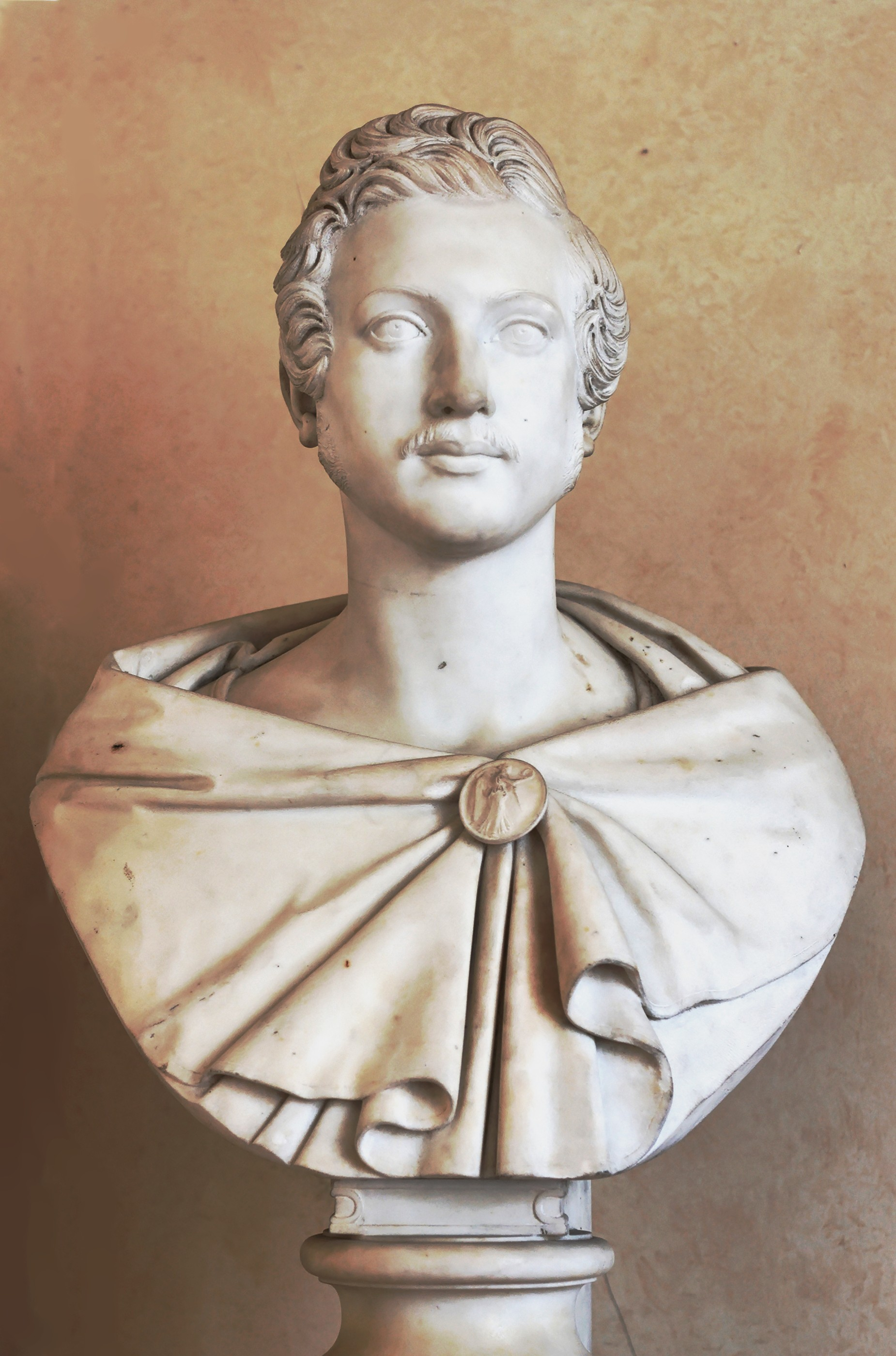
Büste Albert von Sachsen-Coburg und Gotha, Louvre

## Mitgliedschaften und Ehrungen
- 1832: Ordentliches Mitglied der Akademie der Künste in Berlin (als Auswärtiger Künstler)
- Ehrenmitgliedschaften an den Kunstakademien in Carrara, Neapel, Palermo und Urbino
- 25. Mai 1855 Professor an der Accademia di San Luca und 1875 deren Präsident
- 1856 und 1857 Vorsitz im Deutschen Künstlerverein in Rom
- Nachfolger von Johann Martin von Wagner als Ehrenmitglied in der Direktion des Institutes auf dem Kapitol
- Orden vom heiligen Gregor VII. „classis civilis“
- Ritterkreuz des Piusordens
- 1871 und 1874 Wahl zum Vorsitzenden der Akademie der Schönen Künste in Rom